# ایستگاه شین‌بامبا
ایستگاه شین‌بامبا (به ژاپنی: 新馬場駅 Shinbanba-eki) یک ایستگاه قطار در منطقه شیناگاوا-کو، توکیو در توکیو است که توسط شرکت راه‌آهن کیکیو اداره می‌شود. شماره ایستگاه با KK03 نشان داده می‌شود. ایستگاه شین‌بامبا یک ایستگاه مرتفع با دو سکوی جانبی است که مسیر دوطرفه ارائه می‌دهد.